# 新姓
新姓是一個不常見的漢姓，源於姬姓，分佈於中國大陸、台灣及朝鮮半島等地。《姓苑》記載，周文王之子畢公高之裔在畢萬之後封於新田（城址在今山西曲沃），其族因以為氏。

## 起源
1. 系自姬姓。周文王之子毕公高之裔，毕万之后封于新田（故城在今山西曲沃西南），其后因以为氏，见《姓苑》。
2. 春秋时晋大夫新稚穆子之后，别为新氏。
3. 明时云南东倘长官司土长官为新氏。
4. 蒙古族姓氏。

## 延伸阅读
[在维基数据编辑]
 《欽定古今圖書集成·明倫彙編·氏族典·新姓部》，出自陈梦雷《古今圖書集成》